# A Real Live Dead One
A Real Live Dead One je živé album britské heavymetalové skupiny Iron Maiden. Vzniklo spojením alb A Real Live One a A Real Dead One a vydáno bylo roku 1998.

## Seznam skladeb

### CD 1
1. "The Number of the Beast" (Harris) - Náhrano ve Valby Halle, Kodaň, Dánsko, 25. srpna 1992
2. "The Trooper" (Harris) - Náhrano v Isshallen, Helsinki, Finsko, 5. června 1992
3. "Prowler" (Harris) - Náhrano v Palaghiacco, Řím, Itálie, 30. dubna 1993
4. "Transylvania" (Harris) - Náhrano v Grughalle, Essen, Německo, 17. dubna 1993
5. "Remember Tomorrow" (Harris, Di'Anno) - Náhrano v Grughalle, Essen, Německo, 17. dubna 1993
6. "Where Eagles Dare" (Harris) - Náhrano v Rijnhal, Arnhem, Nizozemsko, 9. dubna 1993
7. "Sanctuary" (Iron Maiden) - Náhrano v Neuchatel, Lausanne, Švýcarsko, 27. května 1993
8. "Running Free" (Harris, Di'Anno) - Náhrano v Neuchatel, Lausanne, Švýcarsko, 27. května 1993
9. "Run to the Hills" (Harris) - Náhrano ve vítkovické sportovní aréně, Česko , 5. dubna 1993
10. "2 Minutes to Midnight" (Smith, Dickinson) - Náhrano v Elysee Montmartre, Paříž, Francie, 10. dubna 1993
11. "Iron Maiden" (Harris) - Náhrano v Isshallenu, Helsinki, Finsko, 5. června 1992
12. "Hallowed Be Thy Name" (Harris) - Náhrano v Olympic Aréně, Moskva, Rusko, 4. června 1993

### CD 2
1. "Be Quick or Be Dead" (Dickinson, Gers) - Nahráno na Super Rock 92, Mannheim, Německo, 15. srpna 1992
2. "From Here to Eternity" (Harris) - Nahráno na Valbyhallen, Kodaň, Dánsko, 25. srpna 1992
3. "Can I Play With Madness" (Smith, Dickinson, Gers) - Nahráno na Brabanthallen, Den Bosch, Nizozemsko, 2. září 1992
4. "Wasting Love" (Dickinson, Gers) - Nahráno v Grande halle de la Villette, Paříž, Francie, 5. září 1992
5. "Tailgunner" (Harris, Dickinson) - Nahráno v La Patinoire de Malley, Lausanne, Švýcarsko, 4. září 1992
6. "The Evil that Men Do" (Smith, Dickinson, Harris) - Recorded at Forest National, Brusel, Belgie, 17. srpna 1992
7. "Afraid to Shoot Strangers" (Harris) - Nahráno v Globe aréně, Stockholm, Švédsko, 29. srpna 1992
8. "Bring Your Daughter … To The Slaughter" (Dickinson) - Nahráno na Isshallen, Helsinki, Finsko, 27. srpna 1992
9. "Heaven Can Wait" (Harris) - Nahráno na festivalu Monsters of Rock, Reggio nell'Emilia, Itálie, 12. září 1992
10. "The Clairvoyant" (Harris) - Nahráno na Isshallen, Helsinki, Finsko, 27. srpna 1992
11. "Fear of the Dark (skladba)|Fear of the Dark" (Harris) - Nahráno na Isshallen, Helsinki, Finsko, 27. srpna 1992

## Sestava
- Bruce Dickinson - zpěv
- Dave Murray - kytara
- Janick Gers - kytara
- Steve Harris - baskytara
- Nicko McBrain - bicí
- Michael Kenney - klávesy